# 翼包囲

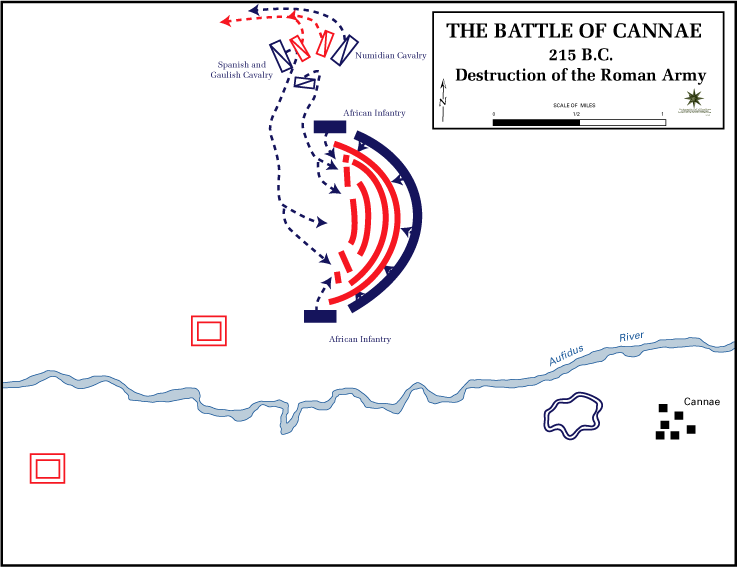
両翼包囲の典型であるカンナエの戦い。カルタゴ軍翼端の騎兵が、ローマ軍翼端騎兵を撃破。その後、カルタゴ歩兵も左右からローマ軍主力を包囲しつつある。

翼包囲（よくほうい）とは、陸戦の戦術の一種で、自軍の部隊のうち左右に展開した一部（翼）を、対峙する敵軍の側面から回り込むように機動させ、中央の部隊と協力して多方面から攻撃（包囲）することである。野戦において行われる。特に、左右から同時に部隊を移動させて挟み込むように包囲する場合を、両翼包囲（英：double envelopment）と呼ぶ。対して、左右いずれかの翼端のみから部隊を回り込ませることは、片翼包囲、一翼包囲、半包囲と呼ばれる。
翼包囲が成功した場合、敵軍を多方面から、特に弱点である側面や後方から攻撃することができ、有利となる。全周包囲に成功した場合、敵軍の退却を阻止して全滅的な損害を与えることも可能である。もっとも、全周包囲は敵軍の必死の抵抗を誘ってしまうおそれもあるので、あえて退路は残す程度の包囲を狙うこともある。
古くから会戦における戦術として用いられてきた。紀元前3世紀のカンナエの戦いでは、ハンニバル率いるカルタゴ軍が両翼包囲を成功させ、全周包囲でローマ軍を殲滅した。日本の戦国時代でも、翼包囲を意図した陣形である鶴翼の陣がしばしば用いられた。
翼包囲による攻撃を受けそうになった側の対抗策としては、自軍も左右に部隊を展開させて、回り込もうとする相手方の翼を阻止する方法（延翼）や、一点を集中攻撃して包囲陣形を攻め破る方法（突破）などがある。回り込まれそうな側の翼を、後方に折れ曲がるように配置したり（鉤形陣）、斜めに後退させて配置したり（斜行陣）することで、側面の防御力を高め、包囲機動を行おうとする相手方の翼部隊に逆襲する方法も考案された。